# Strige
Strige (Chilopoda), razred kopnenih člankonožaca u podkoljenu stonoga (Myriapoda) rasprostranjen najviše u tropskim krajevima. 
Strige imaju splošteno člankovito tijelo s po jednim parom dugih nogu na svakom članku. Na glavi imaju duga ticala i malene oči, kod nekih vrsta mrežaste.
Strige su vrlo brzi grabežljivci koji love kukce pomoću otrova, a najopasnije su vrste u tropskim krajevima, rod Scolopendra, koji ima i opasngog predstavnika na Mediteranu Scolopendra cingulata koja može narasti do 17 centimetara. Najveća među njima je također opasna vrsta, Scolopendra gigantea iz Južne Amerike, duga 30 cm (12 inči) koja se hrani uz druge člankonošce, čak i vodozemcima, gmazovima i manjim sisavcima (šišmiši)

## Podjela
- Podrazred Notostigmophora
  - Red Scutigeromorpha
- Podrazred Pleurostigmophora
  - Red Craterostigmomorpha
  - Red Geophilomorpha
  - Red Lithobiomorpha
  - Red Scolopendromorpha

## Galerija
- Thereuopoda clunifera
- Lithobius forficatus

## Vanjske poveznice
|  | Zajednički poslužitelj ima još gradiva o temi Chilopoda |
|  | Wikivrste imaju podatke o taksonu Chilopoda             |